# Arlena di Castro
Arlena di Castro ist eine italienische Gemeinde mit 820 Einwohnern (Stand 31. Dezember 2023) in der Provinz Viterbo in der Region Latium.

## Geographie
Arlena di Castro liegt 99 km nordwestlich von Rom und 32 km westlich von Viterbo.
Es gehört zu den Monti Volsini und befindet sich zwischen dem Bolsenasee und Tuscania im Einzugsgebiet des Flusses Arrone.

## Bevölkerungsentwicklung
| Jahr      | 1881 | 1901 | 1921 | 1936 | 1951 | 1971 | 1991 | 2001 |
| --------- | ---- | ---- | ---- | ---- | ---- | ---- | ---- | ---- |
| Einwohner | 364  | 509  | 593  | 774  | 935  | 864  | 920  | 867  |

Quelle: ISTAT

## Politik
Seit dem 6. Mai 2016 ist Publio Cascianelli Bürgermeister der Gemeinde.

## Persönlichkeiten
- Eraldo Bocci (* 1942), Radrennfahrer